# Peter Hayes
Peter Hayes (New York Mills, 11 febbraio 1976) è un chitarrista statunitense.
È conosciuto come membro del trio alternative rock Black Rebel Motorcycle Club.

## The Brian Jonestown Massacre
Hayes ha suonato la chitarra e il basso per la band neo-psichedelica The Brian Jonestown Massacre nel 1998, il contributo di Hayes emerge particolarmente nell'album Give It Back!.
Hayes appare anche in Dig!, un film documentario che segue il tour dei Brian Jonestown Massacre nel 2004 e che si sofferma anche sul rapporto con la band The Dandy Warhols.

## Discografia

### Album con The Brian Jonestown Massacre
- 1997 - Give It Back!

### Album con Black Rebel Motorcycle Club
- 2001 - Black Rebel Motorcycle Club
- 2003 - Take Them On, On Your Own
- 2005 - Howl
- 2007 - Baby 81
- 2008 - The Effects of 333
- 2010 - Beat the Devil's Tattoo
- 2013 - Specter at the Feast
- 2018 - Wrong Creatures

#### EP
- 2001 - Screaming Gun EP
- 2005 - Howl Sessions EP
- 2007 - Napster Live Session
- 2007 - American X: Baby 81 Sessions EP